# One Outs
One Outs (ワンナウツ?, Wannautsu) è una serie di manga giapponese di baseball di Shinobu Kaitani originariamente serializzato nel periodico di manga seinen Business Jump dal 1998 al 2006. È stato rilanciato su Business Jump il 1º ottobre 2008. Il 7 ottobre 2008, grazie alla Madhouse divenne anche un anime ma è piuttosto diverso dal manga.

## Trama
Hiromichi Kojima, battitore dei Lycaons, una squadra di serie B, si dirige ad Okinawa per allenarsi e trovare il "qualcosa" che manca alla sua squadra per vincere. Lì, incontra Toua Tokuchi, un temibile lanciatore i cui lanci raggiungono circa i 110~128 km/h (68~80 mph) e lo sfida ad una gara ad un gioco di scommesse basato sul Baseball chiamato "One Outs". Dopo che Tokuchi fallisce nell'eliminazione di Kojima, segnando la sua prima sconfitta su un fronte di 499 vittorie, quest'ultimo lo costringe ad entrare nei Lycaons, pregandolo di aiutarli a vincere il prossimo campionato.
Tokuchi, stipula un particolare contratto con il proprietario dei Lycaons, il 'Contratto One Outs', che differisce dal solito perché per ogni "strike out" lui guadagna 5,000,000 yen, ma d'altra parte perde 50,000,000 yen per ogni "run" che permette.

## Personaggi

### Personaggi Principali
Toua Tokuchi (渡久地 東亜?, Tokuchi Tōa)
Toua è un giovane giocatore d'azzardo di successo di circa vent'anni, ed un lanciatore nel gioco chiamato "One Outs". È abbastanza alto e slanciato ma ha una corporatura piuttosto asciutta, i suoi occhi color miele sono sottili e taglienti. E come si può vedere sia nel manga che nell'adattamento anime, è un accanito fumatore. Non si scompone mai, nemmeno durante le situazioni più critiche, mostrando sempre di esser rilassato e sicuro di sé.
Toua, dopo aver perso la sfida contro Kojima su 499 totali vinte, entra nei Lycaons con uno speciale tipo di contratto, il contratto One Outs, che decide il salario di Toua in base alle sue prestazioni ad ogni partita. Ben presto diventa il lanciatore principale dei Lycaons. Può lanciare per intere partite senza permettere un singolo hit, ha una straordinaria capacità di controllo della palla, che riesce ad indirizzare ovunque voglia, con maggiore o minore potenza a suo piacimento, e nonostante la velocità dei suoi lanci non sia niente di particolarmente speciale, riesce comunque a mettere in crisi gli avversari manipolandole la mente o creando strategie astute e imprevedibili.
Hiromichi Kojima (児島 弘道?, Kojima Hiromichi)
Kojima è il cleanup batter di un team professionistico di baseball, i Saikyou Saitama Lycaons. Lui viene battuto da Toua durante la loro prima sfida. Ferito nell'orgoglio, se ne va in una foresta, per allenarsi mentalmente contro Toua ma durante il suo allenamento si infortuna ad un gomito. Nonostante l'infortunio sfida nuovamente Tokuchi, scommettendo che in caso di sconfitta, si sarebbe ritirato immediatamente dal mondo del baseball professionistico, ma, in caso di vittoria, si sarebbe preso la mano di Toua. Alla fine Kojima riesce a vincere grazie ad una deadball. Tokuchi ammette la sconfitta e Kojima lo costringe ad entrare nei Lycaons, prendendosi effettivamente la sua mano e impedendogli di poter nuovamente giocare a One Outs.

### Altri personaggi
Tsuneo Saikawa (彩川 恒雄?, Saikawa Tsuneo)
Il proprietario dei Saikyou Saitama Lycaons. Lui è più interessato a guadagnare soldi piuttosto che far vincere i Lycaons. Stipula il contratto One Outs con Tokuchi.
Yuuzaburou Mihara (三原 雄三郎?, Mihara Yuuzaburou)
L'allenatore dei Saikyou Saitama Lycaons; Obbediente a tutti gli ordini dati dal proprietario fino al momento della sua ribellione (anche se poi diventerà il "cagnolino" di Tokuchi).
Satoshi Ideguchi (出口 智志?, Ideguchi Satoshi)
È il ricevitore Saikyou Saitama Lycaons e anche lui ha notato il talento di Toua quando ha ricevuto i suoi lanci. Insieme a Kojima sono probabilmente gli unici a fidarsi sempre ciecamente di Tokuchi, oltre a essere i meno ingenui e più riflessivi della squadra.

### I Chiba Mariners
La squadra più forte del Giappone negli ultimi 3 anni. Questa squadra gioca contro i Lycaons 3 partite consecutive con i suoi fortissimi battitori, compresi Takami Itsuki, Thomas and Brooklyn.
Itsuki Takami (高見 樹?, Takami Itsuki)
Il miglior battitore dei "Chiba Mariners", è conosciuto come un prodigio del baseball e i suoi occhi riescono a vedere nitidamente le rotazioni delle palle lanciate anche a 150km/h, oltre a possedere sangue freddo e una grande capacità di analisi paragonabili quasi a quelli di Tokuchi. Nonostante questo non riuscirà a colpire i lanci di Tokuchi finendo col perdere le 3 partite.